# 안경공 (여말선초)
안경공(安景恭, 1347년 ~ 1421년 1월 10일)은 고려 말 조선 초의 문신이다. 본관은 순흥(順興), 자(字)는 손보(遜甫)이다. 안종원(安宗源)의 3남이다.

## 생애
1365년(공민왕 14) 성균시(成均試)에 합격하고, 1372년(공민왕 21) 음보(蔭補)로 산원(散員)이 되었다.
이듬해 낭장(郎將)·사헌규정(司憲糾正)으로 뛰어올랐다가, 1376년(우왕 2) 의영고부사(義盈庫副使)로 재직 중 동진사(同進士) 10위로 문과에 급제했다.
이후 전리좌랑(典理佐郞), 전법좌랑(典法佐郞), 사헌지평(司憲持平) 등을 거쳤다가, 1382년(우왕 8) 경상도안렴사(慶尙道按廉使)로 재직 중 합주(陜州)의 사노(私奴)들이 검대장군(劍大將軍)·초군장군(抄軍將軍)·산군장군(散軍將軍)을 칭하고 무리를 모아 난을 일으키자, 군사를 보내 이를 진압했다.
1390년(공양왕 2) 판서(判書)로 재직 중 성석연(成石珚)과 함께 정몽주(鄭夢周)를 탄핵하다 좌천되기도 했으나, 이듬해 예문관제학(藝文館提學)이 되었다.
1392년(공양왕 4) 4월 좌부대언(左副代言), 6월 좌대언(左代言)을 거쳐, 7월 조선 개국에 동참했다.
같은 해 중추원도승지(中樞院都承旨)에 임명되고 익대개국공신(翊戴開國功臣)에 책록되었으며, 이듬해 2월 대사헌(大司憲)·도평의사사사(都評議使司使)·보문각학사(寶文閣學士)로 승진했다.
9월 도관찰출척사(都觀察黜陟使) 제도가 회복되자 전라도도관찰사(全羅道都觀察使)로 나갔으며, 이후 흥녕군(興寧君)에 봉해졌다.
1406년(태종 6) 판공안부사(判恭安府事), 판한성부사(判漢城府事), 1410년(태종 10) 유후(留後), 1416년(태종 16) 흥녕부원군(興寧府院君)·집현전대제학(集賢殿大提學)을 거쳤으며, 1421년(세종 3) 향년 75세로 졸했다.
시호는 양도(良度)이다.

## 가족 관계
- 증조 - 안석(安碩)[7] : 문과에 급제했으나 벼슬하지 않음, 증(贈) 밀직제학(密直提學)
  - 조부 - 안축(安軸, 1282년 ~ 1348년) : 도첨의찬성사(都僉議贊成事)·흥녕부원군(興寧府院君)·영예문관사(領藝文館事), 문정공(文貞公)
    - 아버지 - 안종원(安宗源, 1325년 ~ 1394년) : 판문하부사(判門下府事)·집현전태학사(集賢殿太學士), 문간공(文簡公)
    - 어머니 - 우상시(右常侍) 김휘남(金輝南)의 딸[8]
      - 형 - 안중온(安仲溫, ? ~ 1384년) : 초명 안경온(安景溫), 밀직제학(密直提學)ㆍ집현관제학(集賢館提學)ㆍ상호군(上護軍)
      - 형 - 안경량(安景良, ? ~ 1398년) : 예문관춘추관학사(藝文春秋館學士)
      - 동생 - 안경검(安景儉) : 공조전서(工曹典書)
      - 부인 - 진현관대제학(進賢館大提學)·오천군(烏川君), 문정공(文貞公) 정사도(鄭思道, 1318년 ~ 1379년)의 차녀[9]
        - 아들 - 안순(安純, 1371년 ~ 1440년) : 판중추원사(判中樞院事)·수문전대제학(修文殿大提學), 정숙공(靖肅公)